# Ivan Gubijan
Ivan Gubijan (in serbo Иван Губијан?; Bjelovar, 14 giugno 1923 – Belgrado, 4 gennaio 2009) è stato un martellista jugoslavo.
Nel 1948 prese parte ai Giochi olimpici di Londra conquistando la medaglia d'argento con un lancio da 54,27 m. Anche a Helsinki 1952 partecipò alla gara del lancio del martello, piazzandosi in nona posizione.
Gubijan è considerato il primo atleta ad aver utilizzato, durante i Giochi olimpici di Londra, la tecnica di lancio con quattro rotazioni.

## Palmarès
| Anno | Manifestazione  | Sede     | Evento              | Risultato | Prestazione | Note |
| ---- | --------------- | -------- | ------------------- | --------- | ----------- | ---- |
| 1948 | Giochi olimpici | Londra   | Lancio del martello | Argento   | 54,27 m     |      |
| 1952 | Giochi olimpici | Helsinki | Lancio del martello | 9º        | 54,54 m     |      |